# Joan Gualbert
Joan Gualbert (Tavarnelle Val di Pesa, Toscana, 999 - 12 de juliol de 1073), també conegut com a Giovanni Gualbert o Gualberto, fou un monjo italià, abat de Vallombrosa i fundador de l'Orde de Vallombrosa. És venerat com a sant per l'Església catòlica i l'ortodoxa.

## Biografia

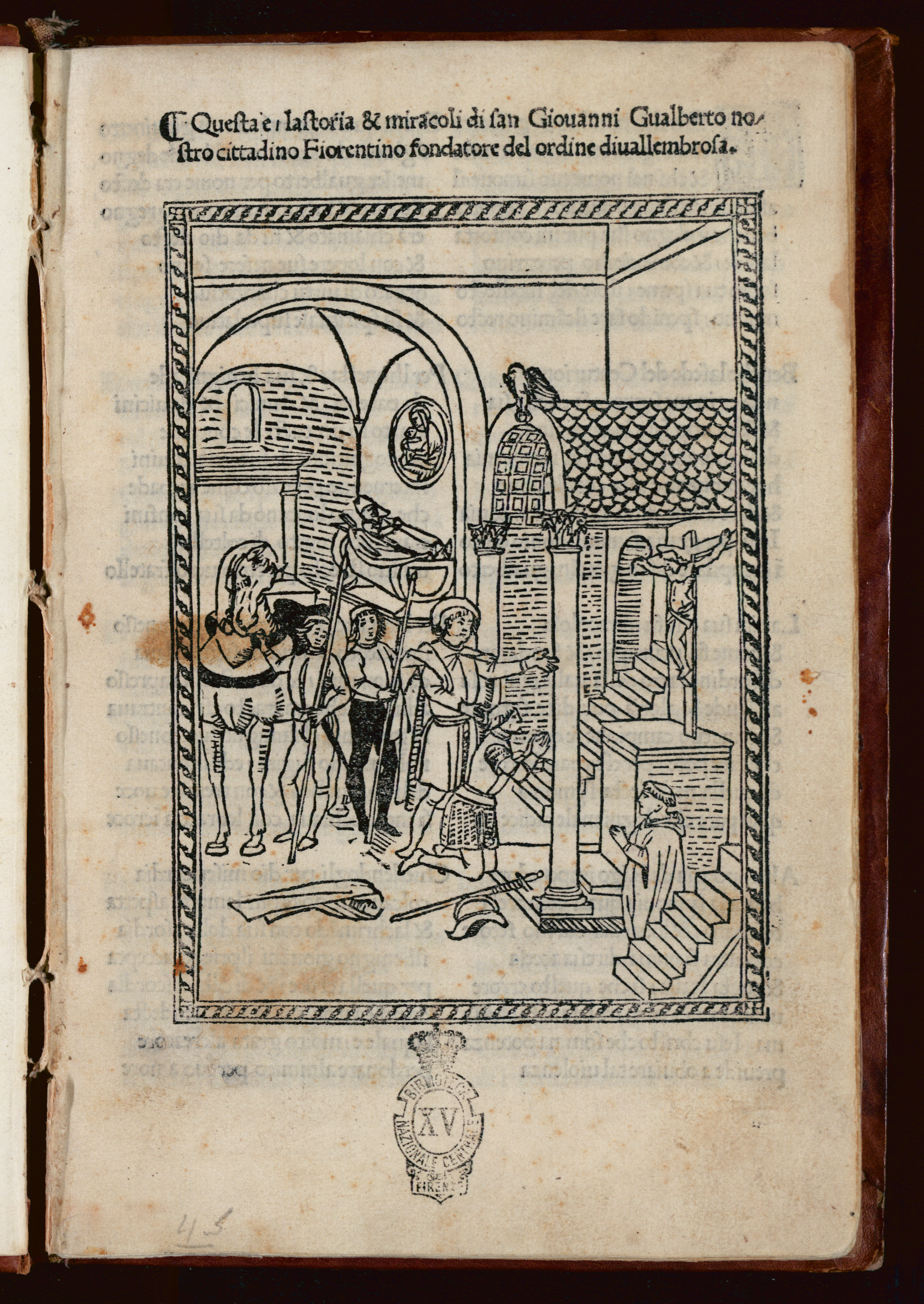
Bernardo Giambullari, Storia e miracoli di San Giovanni Gualberto, ca. 1500

Fill de Gualberto Visdomini, de la noblesa florentina, va néixer a Florència o al castell de Poggio Petroio, a Val di Pesa. El seu germà Ugo fou assassinat i, segons el costum vigent, Giovanni havia de venjar-ne la mort matant l'assassí. Segons la llegenda, quan anava a matar-lo, el rival s'agenollà amb els braços en creu i li demanà pietat. Gualbert, commogut, el perdonà i, quan poc més tard entrà a l'església de San Miniat al Monte a pregar, el crucifix li va fer un senyal d'aprovació.
Contra la voluntat familiar, ingressà al monestir benedictí de San Miniat del Monte i es dedicà a lluitar contra la simonia –que considerava com la 'primera i la pitjor de totes les heretgies'– i el nicolaïsme que hi havia llavors a l'Església: atacà el seu abat Oberto i el bisbe de Florència, Pietro Mezzabarba, culpables de simonia. Veient, però, les dificultats, se'n va anar a fer vida eremítica i, el 1036, s'establí amb altres monjos en uns terrenys que l'abadessa de Sant'Ellero els va donar a la vall d'Acquabella, després anomenada de Vallombrosa, prop de Fiesole. En aquest indret va establir una colònia d’ermitans i la congregació del mateix nom, basada en la regla benedictina que rebé una primera aprovació del papa l’any 1055.
Volgué que la Regla de Sant Benet s'hi apliqués amb el rigor i la puresa fundacionals, retornant així a l'ideal benedictí de vida cenobítica. Algunes modificacions, però, foren innovadores: així, els monjos es preparaven per a intervenir, mitjançant la pregària, en els afers de Florència, fins a aconseguir que el bisbe Mezzabarba fos deposat. En part, el fet es degué al suport rebut per part del partit reformista; segons la llegenda, fou arran del judici de Déu que tingué lloc a Badia Settimo, on el monjo vallombrosà Pere Igni va demostrar la raó dels seus arguments travessant el foc indemne.
L'orde de Vallombrosa, de fet una congregació de l'Orde de Sant Benet, va créixer ràpidament i prop de deu cases de la rodalia seguiren la reforma de Vallombrosa. L’any 1070, Roma va aprovar definitivament la congregació.
Gualbert morí el 1073 a l'abadia de Passignano, monestir de l'orde, i hi fou sebollit. Fou canonitzat el 1193.

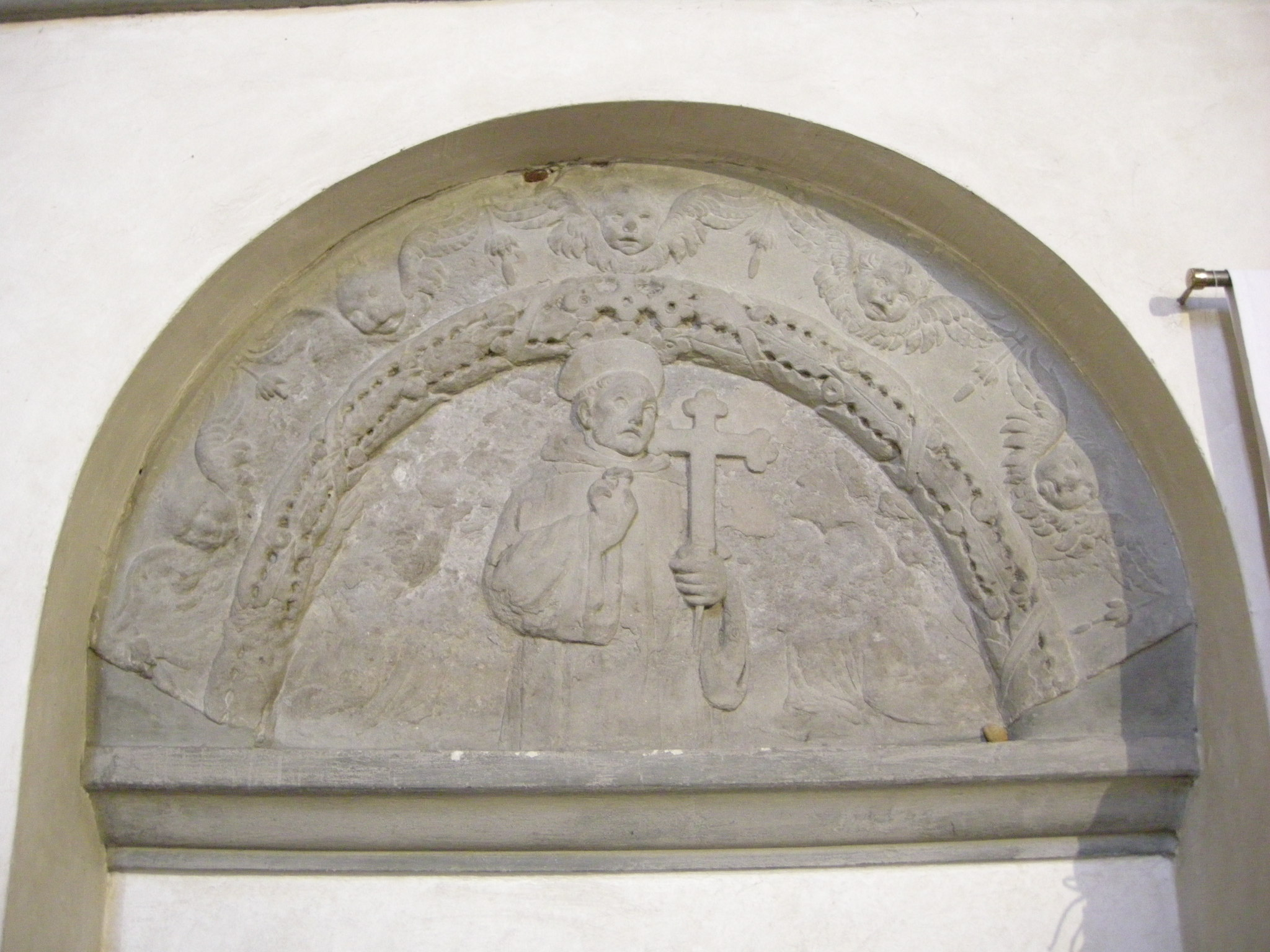
El sant al timpà de la sagristia de Santa Trinità de Florència, obra de Francesco di Simone Ferrucci, de Vallombrosa
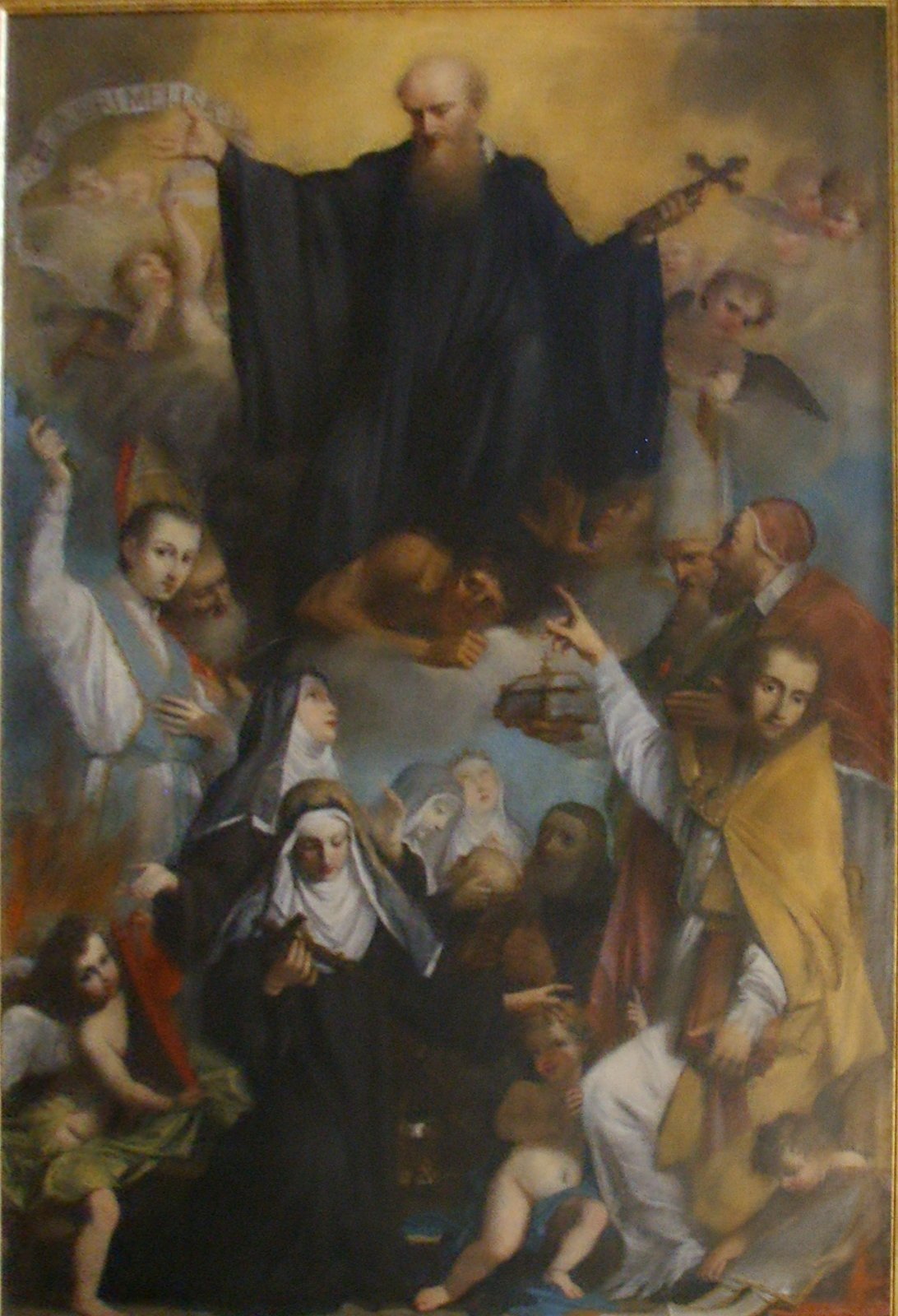
Quadre d'Agostino Veracini amb el sant expulsant la simonia i el nicolaïsme
Tríptic amb la Mare de Déu, un bisbe i, a la dreta, Sant Joan Gualbert; del taller de Fra Bartolommeo (s. XV)

## Veneració
Les seves relíquies es conserven a l'abadia de Passignano. Fou canonitzat per Celestí III en 1193 i el 1957, Pius XII el declarà patró dels serveis forestals italians, donada la particular tasca que els monestirs vallombrosins van fer en l'explotació dels boscos. El 1957, fou proclamat patró dels serveis forestals del Brasil.

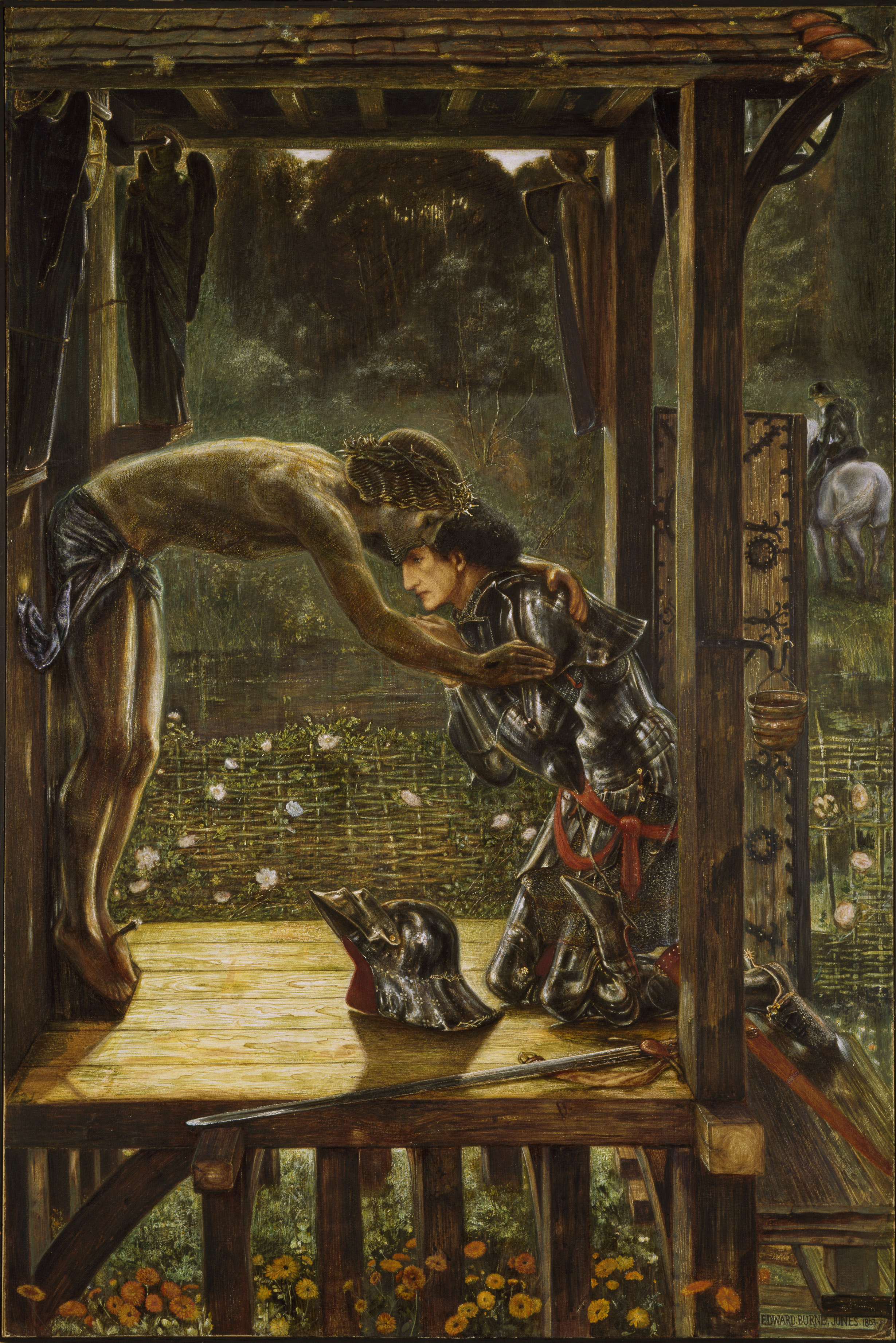
The merciful knight (El cavaller misericordiós d'Edward Burne-Jones, retrata el moment quan Crist aprova que Joan Gualbert hagi perdonat l'assassí del seu germà
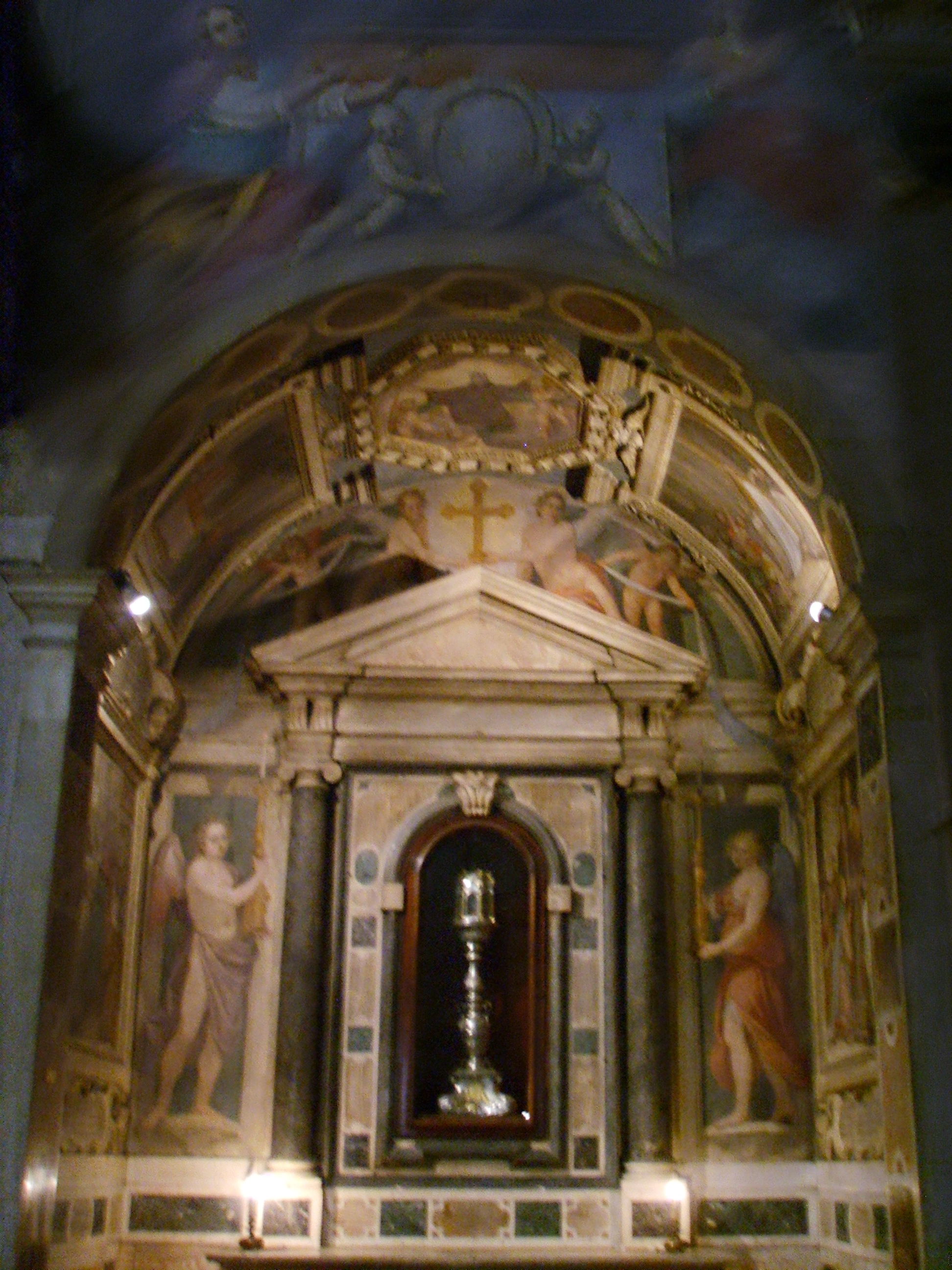
Reliquiari a la capella de S. Joan Gualbert (Florència, Trinità)
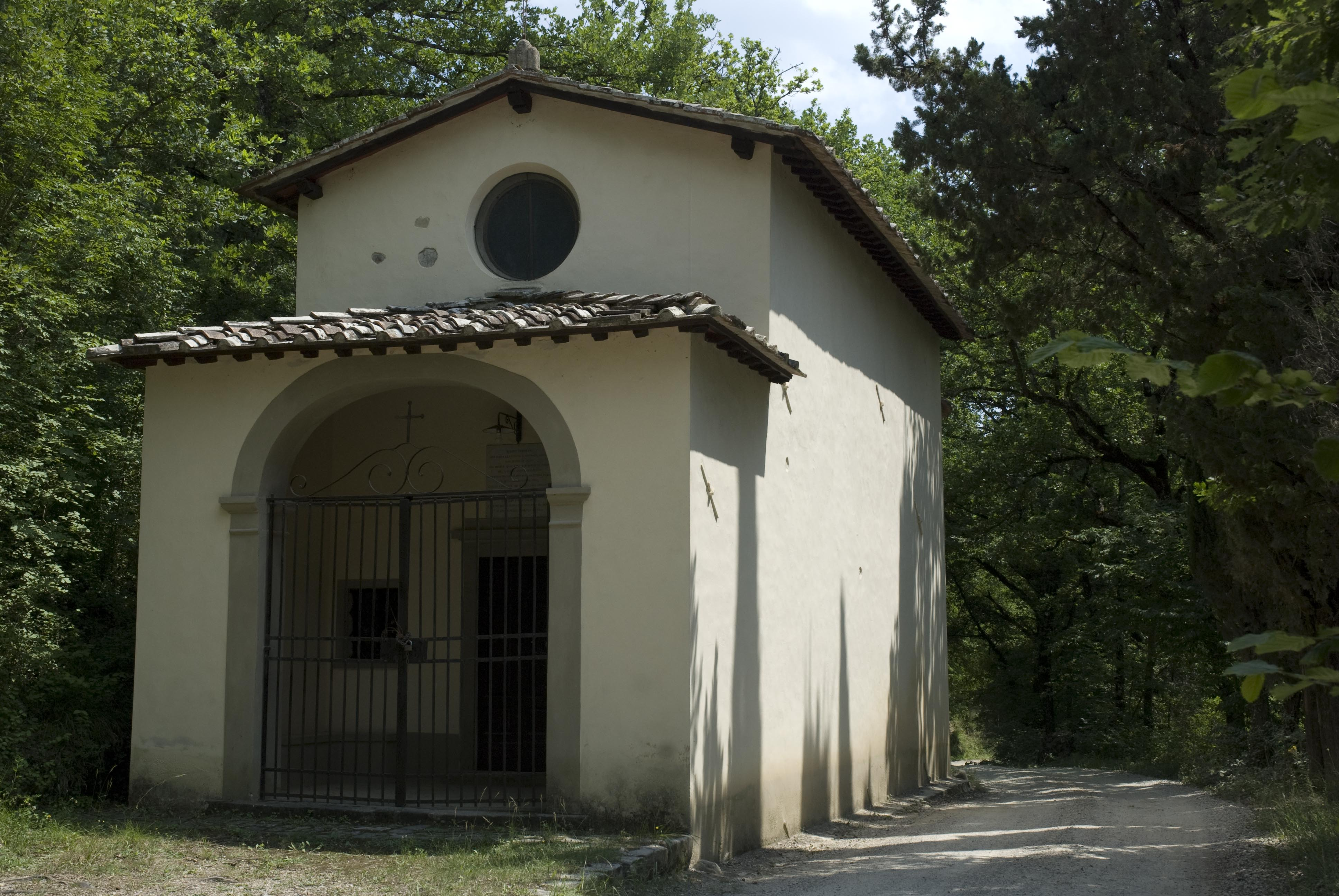
Capella dedicada al sant a Sambuca Val di Pesa, al lloc on acostumava a pregar
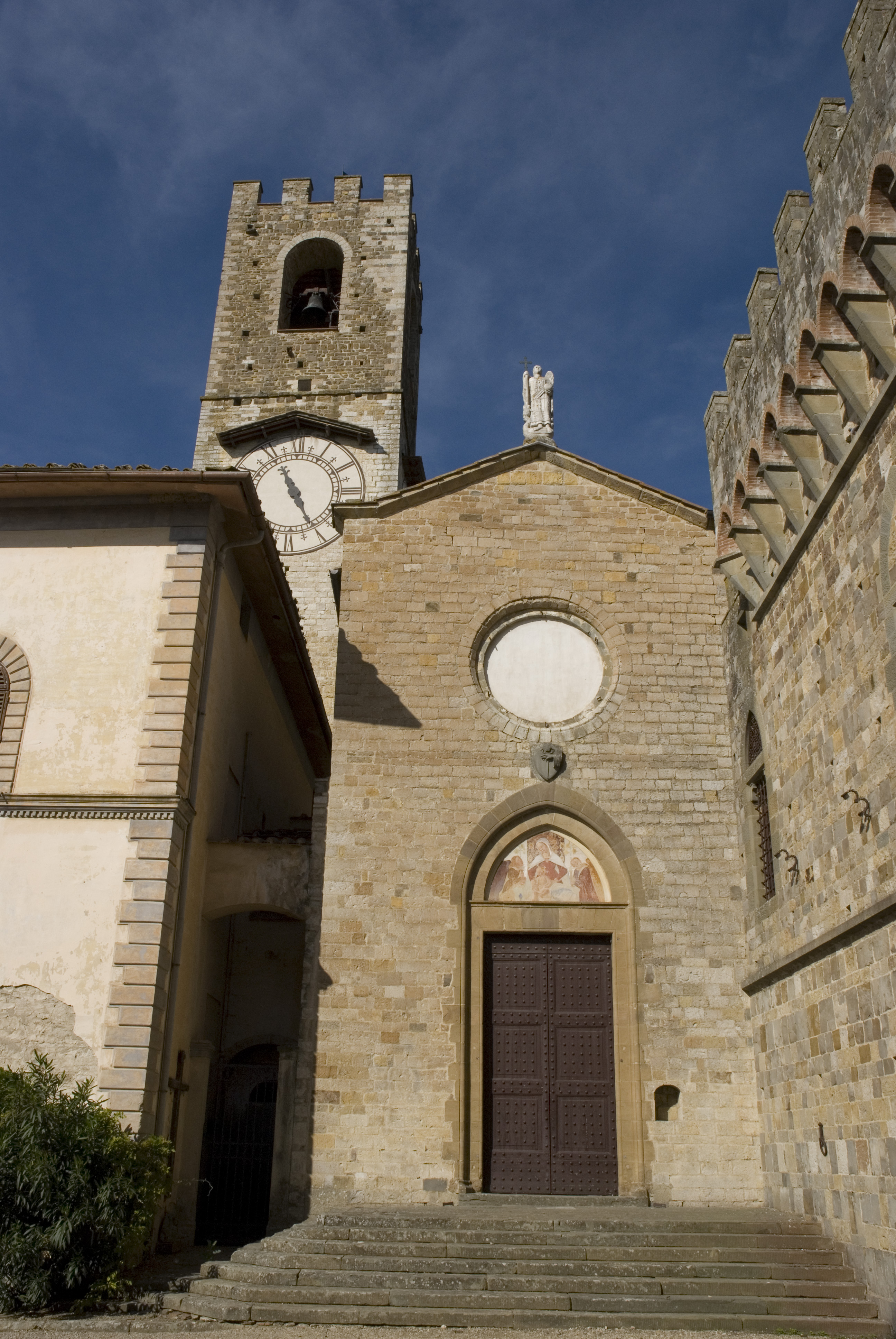
Abadia de Passigano, lloc d'enterrament i mort del sant

### Relleus de la tomba del sant
Benedetto de Rovezzano va treballar durant deu anys en els relleus i escultures del sarcòfag de Joan Gualbert, fins a 1505. Finalment, no va ser instal·lat a l'església de Passignano i l'obra feta va ser, en part, reaprofitada i, en part, conservada en altres parts. Avui poden veure's al Museu de Sant Salvi de Florència.

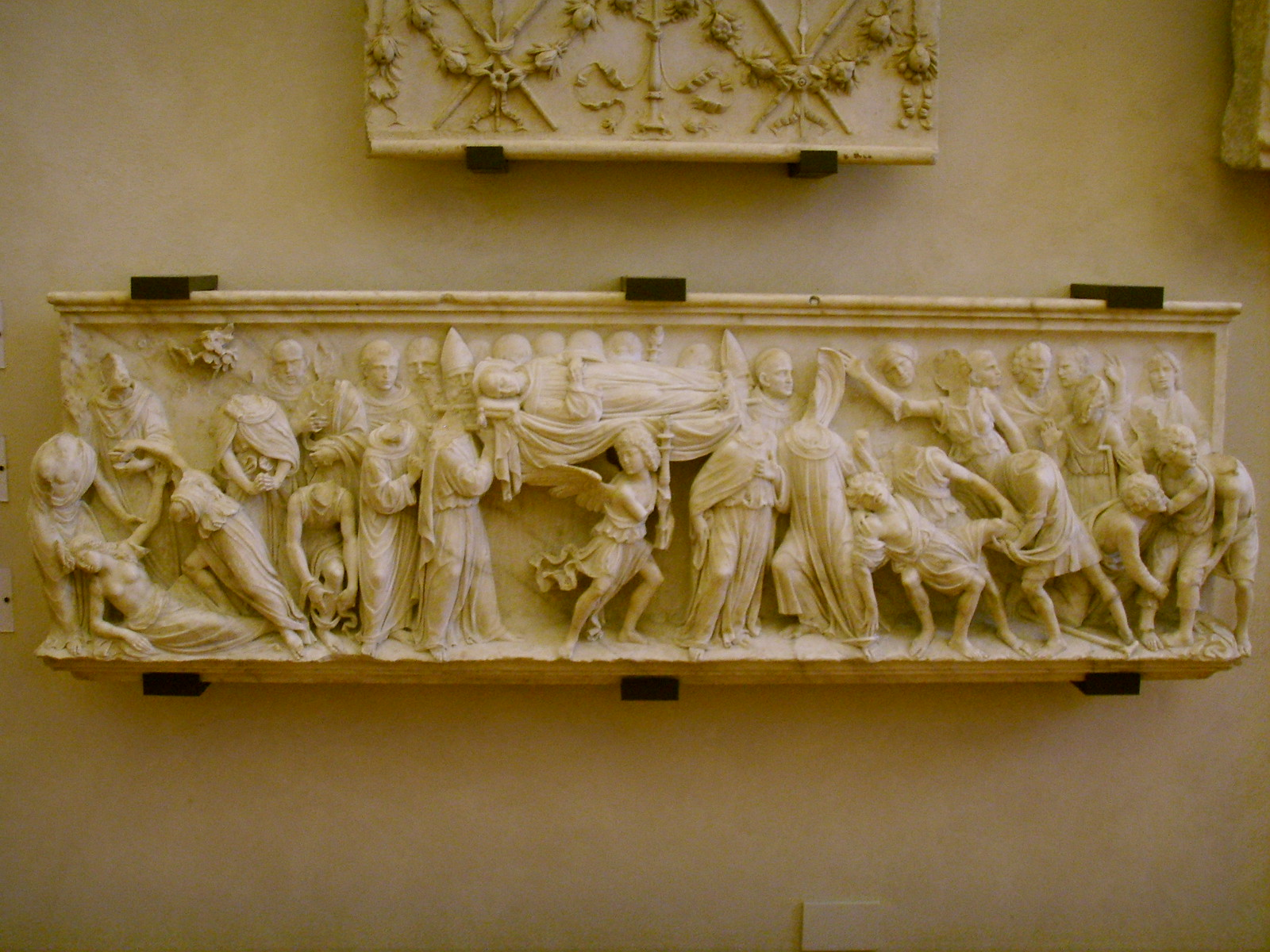
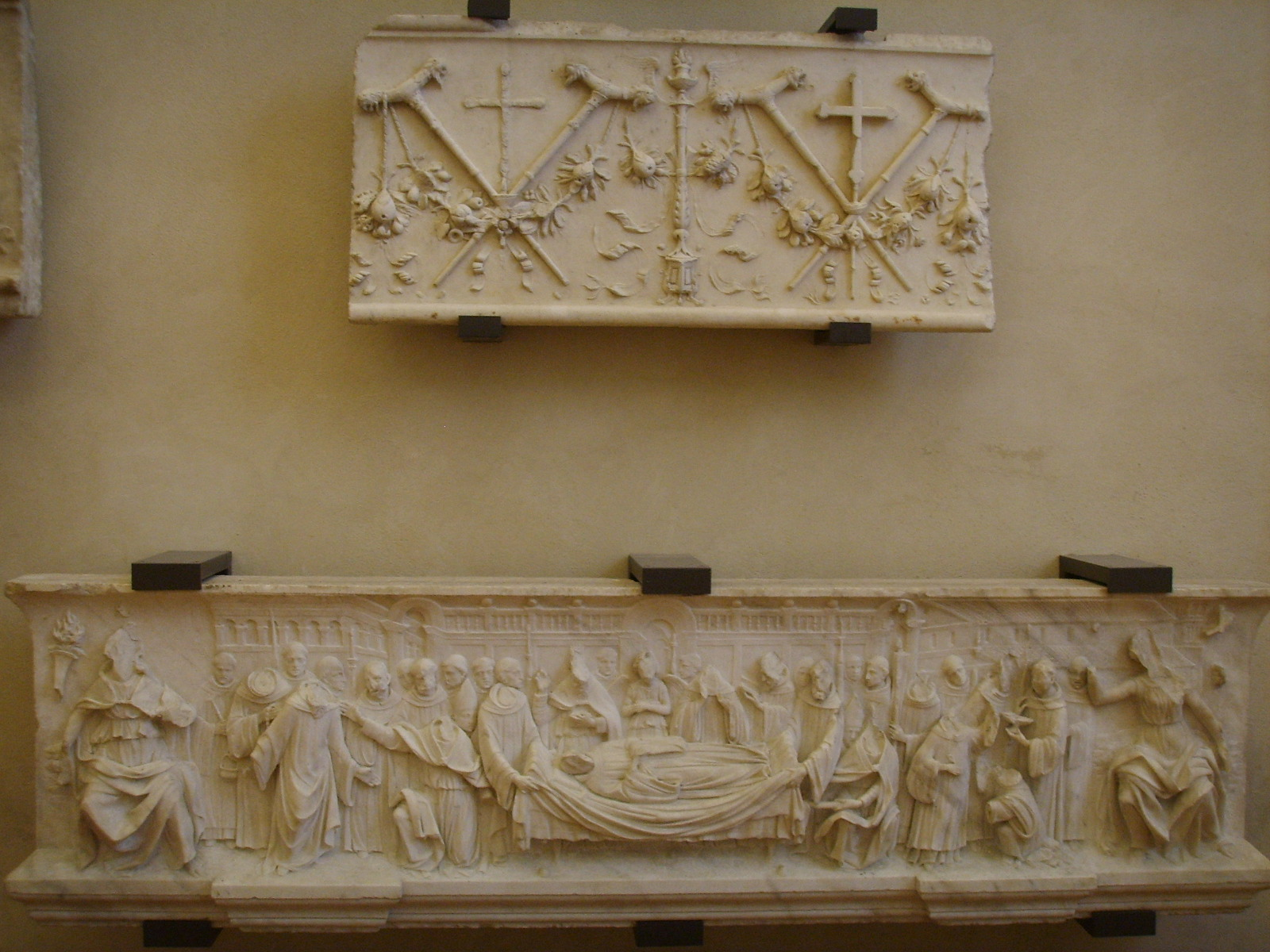
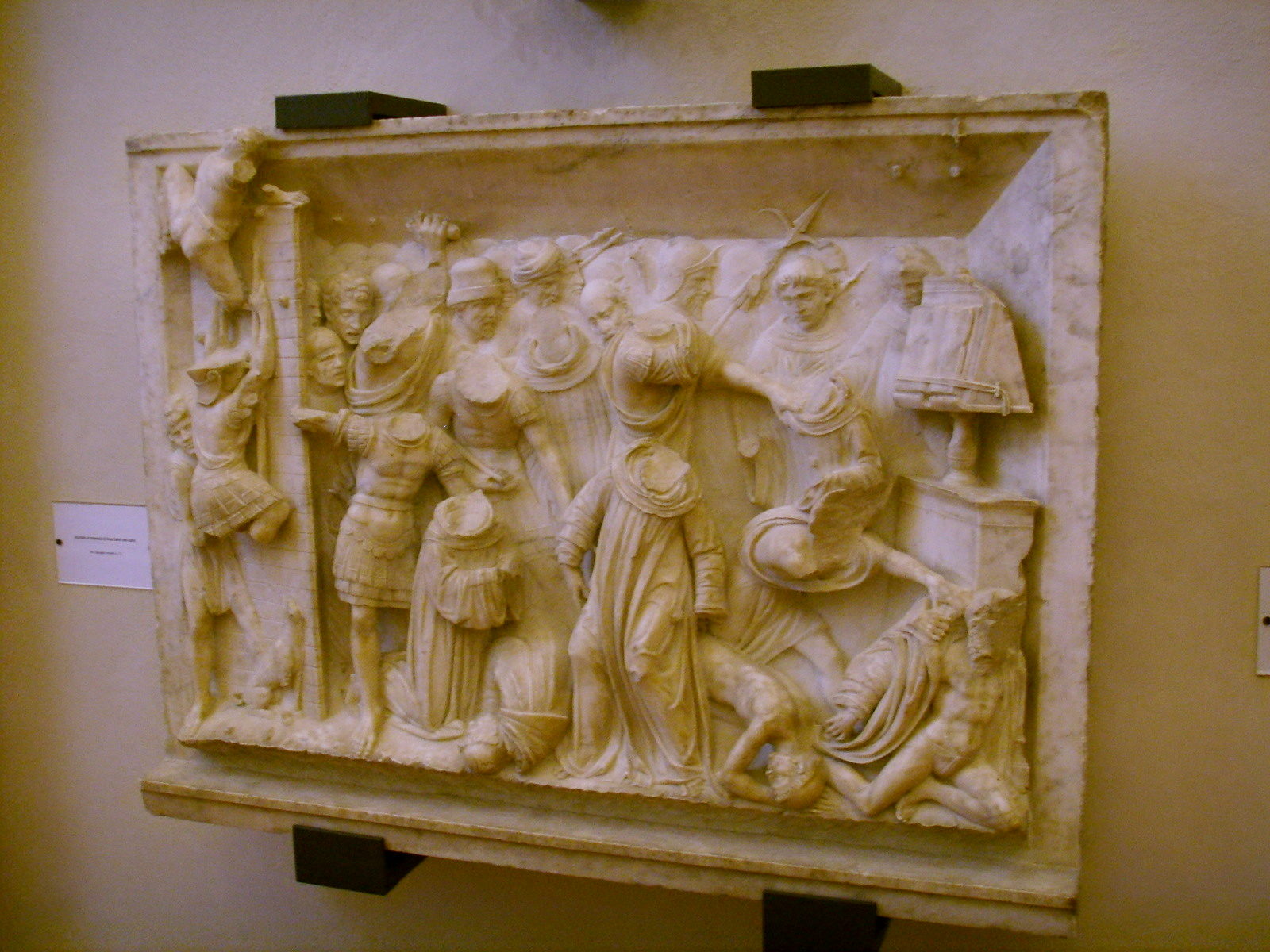
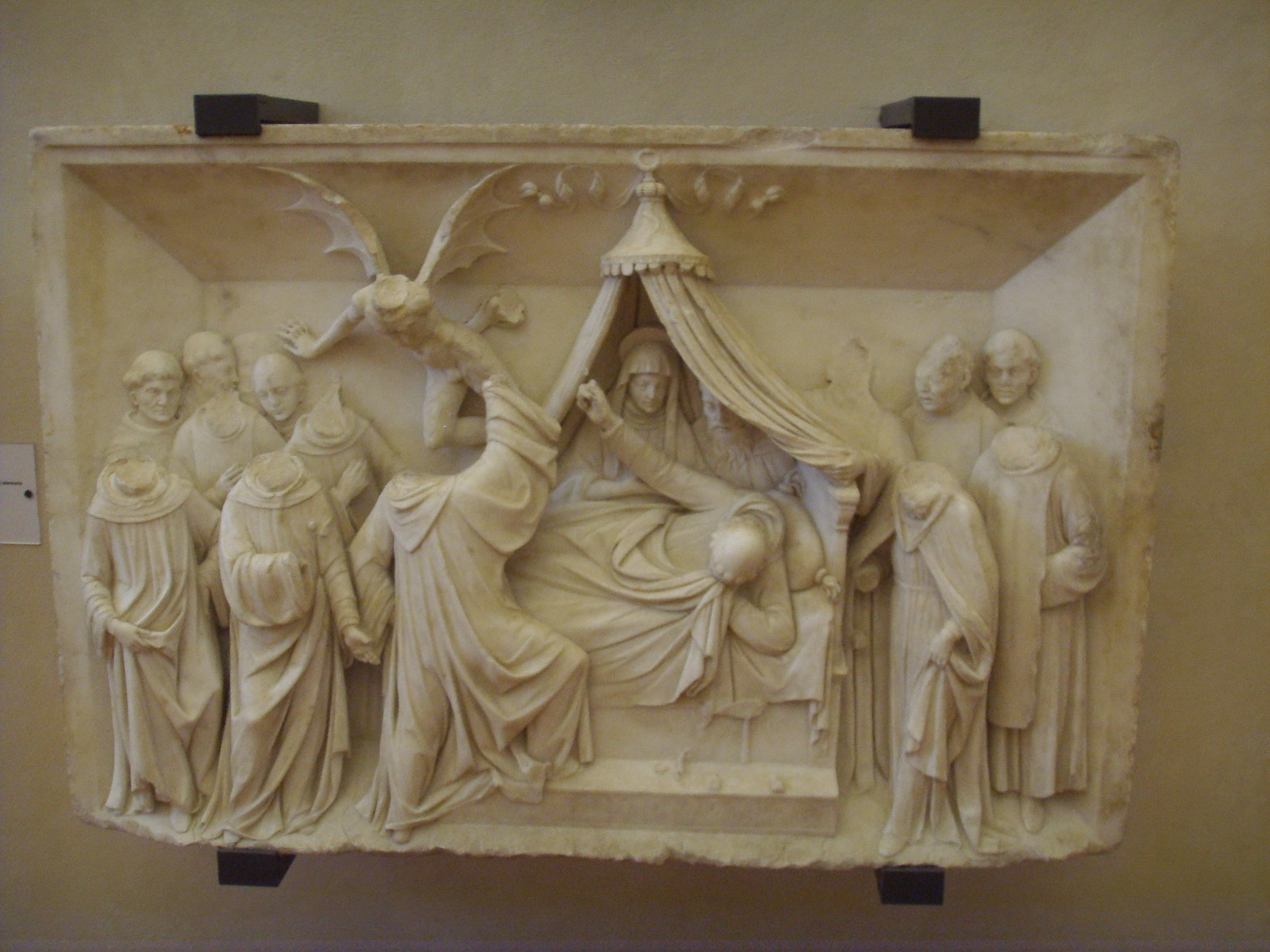